# Safotu
Safotu är en by på den centrala norra kusten av ön Savai'i i Samoa. Safotu ligger i distriktet Gagaifomauga och hade en befolkning på 1301 personer år 2021.
Byn ligger vid havet med distriktssjukhus och skola i västra änden. Sjukhuset ligger på en liten stenig sluttning av svart vulkanisk sten. Savai'is största väg går genom byn och det finns flera kyrkor och lokala butiker. En sväng från huvudvägen leder till byn Paia i inlandet. Safotu ligger cirka 46 km från Salelologa och färjeterminalen. Det populära turistmålet Manase village är Safoutus grannby i öster. På väg västerut förbi byn ligger Samauga följt av Lefagaoali'i och Safune.

## Geografi
Safotu ligger på en kustremsa i den västra änden av en cirka 50 meter hög vulkanisk brant som går ner till kusten. Kustremsan sträcker sig inåt landet och stiger stadigt mot Mount Matavanu. Atuimo Point är en stenig udde som bildar ena änden av Safotus strand. Lagunen varierar från 300 meter – 400 meter i bredd längs kusten, med avbrott för små rev.
Det finns små sötvattenkällor som dyker upp längs stranden och några av dessa finns som pooler i den västra änden av Safotus strand.

## Mytologi
Det finns olika historier om ursprunget till namnet Safotu.
- I den samoanska mytologin döptes Safotu och Safune efter Fotu och Fune, Lafais barn.
- Namnet Safotu går tillbaka till namnet på en flicka Fotuisamoa, en syster till Ututauaofiti.[3]
- Safotu och andra byar i Savai'i (Matautu, Sataua, Salega) grundades av barnen till Laufafaitoga som var dotter till Tui Tonga. Laufafaitogas män var Tupa'imataua från Samoa och Lautala från Fiji.[4]